# Teodorico VII de Holanda

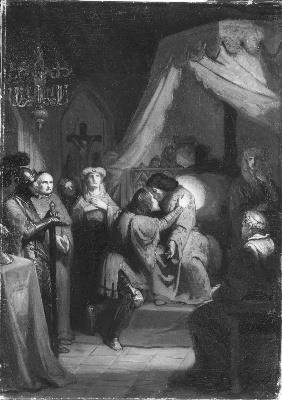
La reconciliación de Teodorico VII y su hermano en 1192. Obra de Jacobus van Dijck.

Teodorico VII de Holanda, muerto en 1203, fue conde de Holanda desde 1190 a 1203, hijo de Florencio III, conde de Holanda, y de Ada de Huntingdon.
A su advenimiento, el Sacro Imperio Romano Germánico estaba desgarrado por la guerra entre el emperador Enrique VI y su rival el duque de Sajonia y de Baviera Enrique el León. El emperador necesitaba su apoyo y concedió a Teodorico el derecho a percibir impuestos de los comerciantes flamencos que acudían a Geervliet. Enrique le donó  la Grote Waard (Dordrecht y sus alrededores) a expensas del obispado de Utrecht. También decidió que el condado de Holanda fuera transmisible por línea femenina.

## La sublevación de Guillermo de Holanda
Su hermano Guillermo, que había seguido a su padre en la desafortunada tercera Cruzada, permaneció algún tiempo más en Palestina asistiendo a la toma de Acre por parte de los cruzados tras un sitio de dos años.
En 1192, Guillermo regresó de Tierra Santa y se enfrentó a su hermano. Hizo sublevarse a los frisones occidentales y atacó con ellos el Kennemerland. Teodorico se preparaba para combatirle cuando Flandes invadió Zelanda, lo que le obligó a dirigirse contra los flamencos, dejando a su esposa, Adelaida de Clèves, la tarea de oponerse al progreso de Guillermo. Esta valerosa mujer se puso a la cabeza de las tropas que le había dejado su marido y, mientras que éste arrojaba de Zelanda a los flamencos, ella atacó a su cuñado y a los frisones cerca de Alkmaar, logrando una completa victoria.
Esta victoria obligó a Guillermo a reconciliarse con su hermano por medio de un tratado que acordaron en Haarlem. Teodorico violó enseguida las condiciones del tratado, pues dio órdenes secretas a Enrique de Kraan, conde de Kuinder, para que arrestara a Guillermo y le encerrara en el castillo Ter Horst de la diócesis de Utrecht. De Kraan obedeció; pero algún tiempo después, Guillermo, habiendo obtenido el favor de aquel, se retiró a Güeldres donde se casó con Adelaida, hija del conde Otón de Güeldres. Esta alianza puso a Guillermo en condiciones de plantar cara a su hermano. 
Teodorico creyó que le interesaba ponerse de acuerdo con su hermano, pues sus asuntos le obligaban a ello. Con la mediación del conde de Güeldres la reconciliación de los hermanos se produjo y las condiciones del acuerdo fueron, en adelante, respetadas por ambos.

## Disputa con el obispo de Utrecht
En 1196, Teodorico obtuvo temporalmente la autoridad sobre el obispado de Utrecht, lo que con le condujo a una guerra contra Otón I de Güeldres, el cual fue derrotado en la batalla de Grebbeberg. En 1197 es elegido un nuevo obispo que recupera la soberanía del principado.

## Guerra contra Brabante
Guillermo pronto puso a prueba la eficacia de la reconciliación con su hermano. En 1202, acababa de entrar en guerra con el obispo de Utrecht, al que apoyaba en sus pretensiones  Enrique, duque de Lorena. Teodorico acude prontamente en ayuda de su hermano. El conde de Holanda  y su ahora aliado Otón de Güeldres atacan el Brabante,  asedia y toma Bois-le-Duc, donde hace prisionero al hermano del duque. Asimismo, saquea la ciudad de Geertruidenberg, pero no pudo gozar mucho de esta victoria, pues, de regreso a Holanda (cerca de Heusden), es sorprendido por el duque de Lorena que le derrota y le hace prisionero.
Para ser liberado tuvo que pagar dos mil marcos de plata por su rescate, y concluir con el duque de Lorena un tratado tan vergonzoso como el que, años antes (1168), se había visto obligado a subscribir su padre con el conde de Flandes.
Por este acuerdo, Teodorico otorgaba Dordrecht y toda la región, que había formado parte de su patrimonio, como feudo del duque de Brabante. Estas tierras dependieron durante más de ochenta años de este ducado.
Es probable, se dice, que la pena que él sintió por verse forzado a prestar condiciones tan onerosas le causara una grave enfermedad, de la que murió a finales del mes de noviembre de 1203.

## Matrimonio y descendencia
En 1186, Teodorico se casó con Adelaida de Clèves, hija de Arnoldo I, conde de Clèves y de Ida de Lovaina. Tuvieron dos hijas:
- Adela, muerta en 1203, prometida a Enrique de Gueldre, primogénito de Otón I de Güeldres
- Ada (1188 † 1223), condesa de Holanda, casada en 1203 con Louis II († 1218), conde de Loon